# Huangyuania tibetana
Huangyuania tibetana is een spinnensoort in de taxonomische indeling van de trechterspinnen (Agelenidae).
Het dier behoort tot het geslacht Huangyuania. De wetenschappelijke naam van de soort werd voor het eerst geldig gepubliceerd in 1987 door Hu & Li.